# FK Obilić
Fudbalski Klub Obilić (serb. Фудбалски клуб Обилић, ФК Обилић) – serbski klub piłkarski z Belgradu. Nazwa klubu pochodzi od legendarnego serbskiego, średniowiecznego bohatera Milosza Obilicia. Obecnie klub gra w Beogradskiej Prvej Lidze.
Klub został założony w 1924 r. i jest uznawany za jeden z najstarszych działających klubów w Serbii. Rodzimy stadion klubu Stadion Miloša Obilicia ma 4,5 tys. miejsc.
FK Obilić jak inne mniejsze kluby piłkarskie pozostają w cieniu dwóch największych i najbardziej znanych drużyn: FK Crvena zvezda i FK Partizan.
Mimo swej długiej historii FK Obilić stał się bardziej znany dopiero w 2. połowie lat 90. XX wieku kiedy jego właścicielem został dowódca oddziałów paramilitarnych Željko Ražnatović zwany Arkan. W sezonie 1997/1998 klub zdobył tytuł mistrza Jugosławii, co pozwoliło mu wziąć udział w kwalifikacjach do Ligi Mistrzów. UEFA zablokowała jednak udział klubu w rozgrywkach, w związku z osobą Arkana.
W mistrzowskim sezonie 1997/1998 trenerem zespołu był Dragomir Okuka.

## Europejskie puchary
Legenda do wszystkich tabel:
- Q – runda eliminacyjna, 1/16, 1/8, 1/4, 1/2 – odpowiednia faza rozgrywek, Grupa – runda grupowa, 1r gr – pierwsza runda grupowa, 2r gr – druga runda grupowa, F – finał, R – runda, PO – play-off
- k. – rzuty karne, los. – losowanie, Dogr. – dogrywka, w. – zasada bramek strzelonych na wyjeździe

| Sezon   | Rozgrywki                 | Runda | Przeciwnik       | Dom | Wyjazd | Ogólnie |
| ------- | ------------------------- | ----- | ---------------- | --- | ------ | ------- |
| 1995/96 | Puchar Zdobywców Pucharów | Q     | Dinamo Batumi    | 0–1 | 2–2    | 2–3     |
| 1998/99 | Liga Mistrzów             | 1Q    | IBV              | 2–0 | 2–1    | 4–1     |
| 1998/99 | Liga Mistrzów             | 2Q    | Bayern Monachium | 1–1 | 0–4    | 1–5     |
| 1998/99 | Puchar UEFA               | 1R    | Atlético Madryt  | 0–1 | 0–2    | 0–3     |
| 2000    | Puchar Intertoto          | 1R    | Cibalia          | 1–1 | 1–3    | 2–4     |
| 2001/02 | Puchar UEFA               | Q     | GÍ Gøta          | 4–0 | 1–1    | 5–1     |
| 2001/02 | Puchar UEFA               | 1R    | FC København     | 2–2 | 0–2    | 2–4     |
| 2002    | Puchar Intertoto          | 1R    | Haka             | 1–2 | 1–1    | 2–3     |